# Grades de l'armée tchadienne
| Grades de l'Armée tchadienne                        | Grades de l'Armée tchadienne | Grades de l'Armée tchadienne |
| Armée de terre Armée de l'air Gendarmerie nationale |                              |                              |
| --------------------------------------------------- | ---------------------------- | ---------------------------- |
| Sous-lieutenant                                     |                              |                              |
| Sous-officiers                                      |                              |                              |
| Sergent-major                                       |                              |                              |
| Sergent-chef                                        |                              |                              |
| Sergent                                             |                              |                              |
| Militaires du rang                                  |                              |                              |
| Caporal                                             |                              |                              |
| Soldat                                              |                              |                              |

Les grades de l'Armée nationale tchadienne (Armée de terre, Armée de l'air et Gendarmerie nationale) sont calqués sur ceux de l'armée française, le Tchad étant une ancienne colonie française. Le pays ne disposant pas d'un accès à la mer, il ne possède pas de marine de guerre. 
La hiérarchie militaire se décompose en cinq catégories (officiers généraux, officiers supérieurs, officiers subalternes, sous-officiers et militaires du rang) au sein desquelles les grades sont eux-mêmes hiérarchisés.

## Grades de l'Armée de terre
Les grades de l'Armée de terre tchadienne se répartissent comme suit :
| Code OTAN      | OF-1            | OF-1           | OF-2          | OF-3           | OF-4               | OF-5        | OF-6               | OF-7                | OF-8                     | OF-9            | OF-10    |
| Patte d'épaule |                 |                |               |                |                    |             |                    |                     |                          |                 |          |
| Grade          | Sous-lieutenant | Lieutenant     | Capitaine     | Commandant     | Lieutenant-colonel | Colonel     | Général de brigade | Général de division | Général de corps d'armée | Général d'armée | Maréchal |
| Abréviation    | SLT             | LTT            | CNE           | CDT            | LCL                | COL         | GBR                | GDI                 | GCA                      | GA              |          |
| Appellation    | Mon lieutenant  | Mon lieutenant | Mon capitaine | Mon commandant | Mon colonel        | Mon colonel | Mon général        | Mon général         | Mon général              | Mon général     |          |

|                | Militaires du rang | Militaires du rang | Militaires du rang | Militaires du rang | Sous-officiers subalternes | Sous-officiers subalternes | Sous-officiers supérieurs | Sous-officiers supérieurs |
| -------------- | ------------------ | ------------------ | ------------------ | ------------------ | -------------------------- | -------------------------- | ------------------------- | ------------------------- |
| Code OTAN      | OR-1               | OR-2               | OR-3               | OR-4               | OR-5                       | OR-6                       | OR-7                      | OR-8                      |
| Patte d'épaule |                    |                    |                    | Pas d'équivalent   |                            |                            |                           | Pas d'équivalent          |
| Grade          | Soldat             | Première classe    | Caporal            | Pas d'équivalent   | Sergent                    | Sergent-chef               | Sergent-major             | Pas d'équivalent          |
| Abréviation    | SDT                | 1CL                | CAL                | Pas d'équivalent   | SGT                        | SGC                        | SGM                       | Pas d'équivalent          |
| Appellation    | Soldat             | Première classe    | Caporal            | Pas d'équivalent   | Sergent                    | Chef                       | Major                     | Pas d'équivalent          |

## Grades de l'Armée de l'air
Les grades de l'Armée de l'air tchadienne se répartissent comme suit :
|                | Officiers subalternes | Officiers subalternes | Officiers subalternes | Officiers supérieurs | Officiers supérieurs | Officiers supérieurs | Officiers généraux          | Officiers généraux           |
| -------------- | --------------------- | --------------------- | --------------------- | -------------------- | -------------------- | -------------------- | --------------------------- | ---------------------------- |
| Code OTAN      | OF-1                  | OF-1                  | OF-2                  | OF-3                 | OF-4                 | OF-5                 | OF-6                        | OF-7                         |
| Patte d'épaule |                       |                       |                       |                      |                      |                      |                             |                              |
| Grade          | Sous-lieutenant       | Lieutenant            | Capitaine             | Commandant           | Lieutenant-colonel   | Colonel              | Général de brigade aérienne | Général de division aérienne |
| Abréviation    | SLT                   | LTT                   | CNE                   | CDT                  | LCL                  | COL                  | GBA                         | GDA                          |
| Appellation    | Mon lieutenant        | Mon lieutenant        | Mon capitaine         | Mon commandant       | Mon colonel          | Mon colonel          | Mon général                 | Mon général                  |

|                | Militaires du rang | Militaires du rang | Militaires du rang | Militaires du rang | Sous-officiers subalternes | Sous-officiers subalternes | Sous-officiers supérieurs | Sous-officiers supérieurs |
| -------------- | ------------------ | ------------------ | ------------------ | ------------------ | -------------------------- | -------------------------- | ------------------------- | ------------------------- |
| Code OTAN      | OR-1               | OR-2               | OR-3               | OR-4               | OR-5                       | OR-6                       | OR-7                      | OR-8                      |
| Patte d'épaule |                    |                    |                    | Pas d'équivalent   |                            |                            |                           | Pas d'équivalent          |
| Grade          | Soldat             | Première classe    | Caporal            | Pas d'équivalent   | Sergent                    | Sergent-chef               | Sergent-major             | Pas d'équivalent          |
| Abréviation    | SDT                | 1CL                | CAL                | Pas d'équivalent   | SGT                        | SGC                        | SGM                       | Pas d'équivalent          |
| Appellation    | Soldat             | Première classe    | Caporal            | Pas d'équivalent   | Sergent                    | Chef                       | Major                     | Pas d'équivalent          |

## Grades de la Gendarmerie nationale
Les grades de la Gendarmerie nationale tchadienne se répartissent comme suit :
|                | Officiers subalternes | Officiers subalternes | Officiers subalternes | Officiers supérieurs | Officiers supérieurs | Officiers supérieurs | Officiers généraux | Officiers généraux  |
| -------------- | --------------------- | --------------------- | --------------------- | -------------------- | -------------------- | -------------------- | ------------------ | ------------------- |
| Code OTAN      | OF-1                  | OF-1                  | OF-2                  | OF-3                 | OF-4                 | OF-5                 | OF-6               | OF-7                |
| Patte d'épaule |                       |                       |                       |                      |                      |                      |                    |                     |
| Grade          | Sous-lieutenant       | Lieutenant            | Capitaine             | Commandant           | Lieutenant-colonel   | Colonel              | Général de brigade | Général de division |
| Abréviation    | SLT                   | LTT                   | CNE                   | CDT                  | LCL                  | COL                  | GBR                | GDI                 |
| Appellation    | Mon lieutenant        | Mon lieutenant        | Mon capitaine         | Mon commandant       | Mon colonel          | Mon colonel          | Mon général        | Mon général         |

|                | Militaires du rang | Militaires du rang | Militaires du rang | Militaires du rang | Sous-officiers subalternes | Sous-officiers subalternes | Sous-officiers supérieurs | Sous-officiers supérieurs |
| -------------- | ------------------ | ------------------ | ------------------ | ------------------ | -------------------------- | -------------------------- | ------------------------- | ------------------------- |
| Code OTAN      | OR-1               | OR-2               | OR-3               | OR-4               | OR-5                       | OR-6                       | OR-7                      | OR-8                      |
| Patte d'épaule |                    |                    |                    | Pas d'équivalent   |                            |                            |                           | Pas d'équivalent          |
| Grade          | Soldat             | Première classe    | Caporal            | Pas d'équivalent   | Sergent                    | Sergent-chef               | Sergent-major             | Pas d'équivalent          |
| Abréviation    | SDT                | 1CL                | CAL                | Pas d'équivalent   | SGT                        | SGC                        | SGM                       | Pas d'équivalent          |
| Appellation    | Soldat             | Première classe    | Caporal            | Pas d'équivalent   | Sergent                    | Chef                       | Major                     | Pas d'équivalent          |